# الروليت الصينية (فلم)
 الروليت الصينية (بالإنجليزية: Chinese Roulette) و(بالألمانية: Chinesisches Roulette) فيلم ألماني غربي لعام 1976 من تأليف وإخراج راينر فيرنر فاسبيندر. تمثيل مارجيت كارستنسن وأولي لوميل وآنا كارينا. الفيلم، دراما نفسية قاتمة، يصل إلى ذروته بلعبة تخمين الحقيقة، والتي تعطي الفيلم عنوانه. القصة عن زوجين برجوازيين تكشف طفلتهما المعاقة خيانتهما.

## طاقم التمثيل
- آنا كارينا: في دور إيرين كريست

- مارجيت كارستنسن: في دور آريان كريست

- بريجيت ميرا: في دور كاست

- يولي لوميل: في دور كولبي

- الكسندر أليرسون: في دور جيرهارد كريست

- فولكر شبنجلر: في دور جابرييل كاست

- أندريا شوبر: في دور أنجيلا كريست

- ماشا ميريل: في دور تراونتز[3]

## أحداث الفيلم
أريان وجيرهارد كريست، زوجان ثريان من ميونيخ، يحزمان أمتعتهما قبل الذهاب لقضاء عطلة نهاية الأسبوع، كل منهما في مكان مختلف، ويتعين على إبنتهما أنجيلا البالغة من العمر 12 عامًا، والتي تعاني من إعاقة وتمشي بالعكازات، البقاء في المنزل تحت رعاية مربيتها البكماء تراونيتز. في الواقع، كذب الزوجان بشأن نواياهما للسفر، حيث يأخذ جيرهارد عشيقته القديمة إيرين كارتيس مصففة الشعر الفرنسية في عطلة نهاية الأسبوع إلى منزل العائلة الريفي.
تدير أملاك عائلة كريست الريفية، مدبرة منزل شريرة تدعى كاست وأبنها المثلي، جبرائيل. في حين أن كاست، وهي امرأة عجوز قاسية وغريبة الأطوار، غاضبة من زيارة أرباب عملها، يأمل أبنها جابرييل، وهو كاتب طموح، في إستغلال علاقات جيرهارد لنشر أعماله الأدبية. عند دخول جبرهارد المنزل مع حبيبته إيرين، يركض إلى غرفة المعيشة ليجد زوجته أريان على الأرض مع عشيقها كولبي، مساعد جيرهارد. يحاول الزوجان التغلب على الموقف غير المريح والضحك على عبثية ذلك الحدث، يتناول الجميع العشاء معًا، ويسمح لجابرييل أثناء تناول القهوة بقراءة الكتاب الفلسفي الذي كتبه، ويقاطع ذلك وصول الابنة أنجيلا، التي خططت سراً لهذه المواجهة بدافع الكراهية لقلة حب والديها، جنبًا إلى جنب مع مربيتها البكماء تراونتز، وجيش صغير من الدمى البشعة. تغضب أريان من تصرفات إبنتها وتحاول ضربها، لكن جيرهارد لا يسمح بذلك. تخبر أنجيلا الكاتب جابرييل أن إعاقتها نشأت بسبب خيانة والديها، حيث بدأ والدها علاقته بعشيقته قبل أحد عشر عامًا، وظهر مرض أنجيلا عندما بدأت والدتها علاقة غرامية مع كولبي، ويعلن الأطباء أن حالة أنجيلا ميؤوس منها، ومع ذلك ترفض كاست إدعاءات الطفلة بإعتباره هراء. في صباح اليوم التالي، تنتقل أنجيلا من غرفة إلى أخرى لتقول صباح الخير لوالديها، وتجدهم عراة مع عشاقهم، وعندما يتصالح الوالدين الخائنون مع خياناتهم، تحاول أنجيلا أن تتلاعب بهم هم وعشاقهم.
يتم إعداد المسرح الليلة عندما تقترح أنجيلا لعب الروليت الصينية، وهي لعبة تخمين نفسية، وفي لعبة الروليت الصينية، يحاول أحد الفريقين تخمين أي منهم، هو محور تفكير الفريق الآخر من خلال طرح الأسئلة. تختار أنجيلا أعضاء كل فريق. على جانب واحد يوجد جيرهارد وأنجيلا وجابرييل وتراونتز؛ ومن ناحية أخرى، يوجد أريان وكاست وإيرين وكولبي. يطرح فريق أريان الأسئلة ويقدم فريق أنجيلا الإجابات. تتميز اللعبة بالقسوة، والنتائج تشمل الجميع في القصر. السؤال الأكثر دموية والأخير المطروح هو، «الشخص الذي أفكر فية، ماذا ستكون وظيفته في الرايخ الثالث؟» كان رد أنجيلا أنها كانت ستصبح قائدة معسكر إعتقال. تقترح كاست أن موضوع السؤال هو (كاست) نفسها، ويتفق معها الآخرون بشكل غير مؤكد. أنجيلا تناقض هذا؛ وتقول أن موضوع السؤال هو في الواقع والدتها، أريان. تغضب أريان من هذا وتضحك أنجيلا ضحكًا هستيريًا، وتوجه أريان مسدس زوجها إلى أنجيلا، ثم تستدير وتطلق النار على تراونيتز. ومع ذلك، فقد تبين أن هذا ليس سوى جرح سطحي في الجلد. يبدو جابرييل منزعجًا، عندما تخبره أنجيلا أنها عرفت على مدار العامين الماضيين أنه سرق كل كلمة كتبها. ينتهي الفيلم بالغموض حيث تُسمع طلقة ثانية في المنزل المظلم، لكن هوية مطلق النار والضحية تُترك لخيال المشاهد.

## الإنتاج
كان فيلم «الروليت الصينية» أول إنتاج دولي مشترك لفاسبيندر، وأغلى فيلم له حتى تلك اللحظة، أنتجه مايكل فنجلر مالك شركة الباتروس للإنتاج Albatros Production وإشترك في الإنتاج شركة أفلام لوزان Les Films du Losange وأيضا شركة أفلام تانجو Tango Films  المملوكة للمخرج فاسبندر.
تم تصويرالفيلم خلال سبعة أسابيع بين إبريل ويونيو 1976. كان موقع المنزل الريفي حيث تدور أحداث القصة، عبارة عن قلعة صغيرة في منطقة ستوكاتش بناحية اندرفرانكين الألمانية والمملوكة للمصور الذي يعمل مع فاسبندر.
كان معظم فريق الممثلين من فرقة فاسبيندر المعتادة: مارجيت كارستنسن وبريجيت ميرا وفولكر شبنجلر وأولي لوميل، ونظرًا لأن الفيلم كان إنتاجًا فرنسيًا مشتركًا، استخدم فاسبيندر نجمتين فرنسيين: آنا كارينا وماشا ميريل، وكلاهما ظهر في وقت سابق في أفلام جان لوك جودار. أضاف فاسبيندر ممثل ألماني آخر، هو ألكسندر أليرسون، كما لعبت دور الابنة المعاقة أندريا شوبر، التي أسند لها فاسبيندر العمل من قبل في فيلمه «تاجر الفصول الأربعة The Merchant of Four Seasons».

## إستقبال الفيلم
إستقبل الجمهور فيلم «الروليت الصينية» ببرود في ألمانيا الغربية، وتركز النقد على الفكر البارد للفيلم. كرس الناقد الأمريكي أندرو ساريس دورة جامعية كاملة لتحليل فيلم الروليت الصينية. منح موقع الطماطم الفاسدة  فيلم «الروليت الصينية» تقييم 83%.

## وصلات خارجية
- مقالات تستعمل روابط فنية بلا صلة مع ويكي بيانات